# Doukyuusei (манга)
Doukyuusei (яп. 同級生 до:кю:сэй, «Одноклассники») — манга Асумико Накамуры, по которой существует адаптация в виде анимационного фильма. У манги Doukyuusei есть продолжение Sotsugyousei, которое состоит из двух частей Sotsugyousei -Fuyu- (яп. 卒業生 冬 соцугё:сэй фую, «Выпускники: Зима») и Sotsugyousei -Haru- (яп. 卒業生 春 соцугё:сэй хару, «Выпускники: Весна»), и O.B, а также спин-офф о второстепенных героях под названием Sora to Hara. Манга рассказывает о любви двух учеников. Действие происходит в мужской школе.
Aniplex of America предоставила трейлер к фильму с английскими субтитрами. Премьера состоялась 20 февраля 2016 в токийском Синдзюку Вальд 9, а затем и в других японских кинотеатрах. По состоянию на 20 февраля 2016 года было продано 23,395 билетов на премьеру в 30 кинотеатрах.

## Обзор

### Персонал
Сразу после трансляции второго сезона Durarara!! (под названием Durarara!! x2 Shou) было показано минутное превью, в котором говорится о манге Асумико Накамуры, которая получит аниме-адаптацию. Был оглашён основной рабочий персонал, сэйю двух главных героев, а также студия, которая будет заниматься адаптацией. Манга уже имеет адаптацию в виде Drama CD, где главных героев озвучивали Кэндзи Нодзима (Рихито) и Хироси Камия (Хикару), в аниме они также будут сэйю главных персонажей.
Режиссёром стала Сёко Накамура, дизайнером персонажей — Акэми Хаяси, арт-директором — Тиэко Накамура, обработкой цветового дизайна займётся Рицуко Утагава, а за музыкальное сопровождение отвечает гитарист Котаро Осио, также являющийся композитором, и вокалист группы Galileo Galilei Юки Одзаки. Также остальные сотрудники: кинооператор Юкико Нагасэ, над компьютерной 3D-графикой работает Каори Сато, монтажёр — Сигэру Нисияма (REAL-T), звукорежиссёр — Акико Фудзита. Музыкальная звукозаписывающая студия — HALF H.P. STUDIO, а анимационная студия — A-1 Pictures.

### Сюжет
Заголовок на обложке первого тома манги:

 Два парня познакомились друг с другом. В самом расцвете своей юности. Их любовь была словно сон, она была похожа на игристые пузырьки газировки.
Оригинальный текст (англ.)A boy met a boy. 
 They were in the flush of youth. 
 They were in love that felt like a dream, 
 like a sparkling soda pop.
Один из лучших учеников школы, Рихито Садзё, на уроках пения даже не раскрывает рта. Его одноклассника Хикару это заинтересовало: может, ему не нравится петь или же он слишком хорош для пения? Возвращаясь в класс, Хикару замечает сидящего на парте Рихито, который старательно разучивает текст песни. Хикару решает помочь своему однокласснику получше разобраться в нотах, а потом предлагает попрактиковаться в пении вместе в свободное время, ведь фестиваль не за горами. Оказалось, что Рихито попросту не видит слова песни, написанные на доске, из-за недостаточной чёткости своих очков. Два одноклассника постепенно становятся ближе друг к другу, но совсем не как друзья.

## Персонажи
Рихито Садзё (яп. 佐条 利人 Садзё: Рихито) — ученик старшей школы, известный своими успехами в учёбе, но сам плох в музыке. У него короткие чёрные волосы и миндалевидный разрез глаз. Он носит очки ещё с детского сада, его зрение ниже, чем 0,1, на обоих глазах. Имеет нейтральные предпочтения в еде, но если бы было нужно выбрать что-то, то он выбрал бы кальмары. Рихито родился в конце осени, и он старший сын. Его мать раньше жила в Киото, а отец — в Иокогаме. Его дед был профессором христианства, сейчас проживает в Новой Зеландии. Первой любовью Рихито был шестиклассник, который являлся лидером в его команде. В готовке еды Рихито не проявляет успехов: он не может даже приготовить еду для себя.
Сэйю: Кэндзи Нодзима (в Drama CD и аниме)
Хикару Кусакабэ (яп. 草壁 光 Кусакабэ Хикару) — одноклассник Рихито. У него золотистые волосы и глаза с опущенными уголками. Он умеет играть на гитаре и даже состоял в группе, пока она не распалась в старшей школе. Хикару не блещет успехами во всех школьных дисциплинах, однако музыка даётся ему хорошо. Ему нравится песни британских рок-групп и старый j-pop. Хикару надеется получить работу в музыкальной сфере. Также он усердно работает над своими навыками приготовления пищи, хотя держит это в секрете. Он родился в начале лета, и он второй ребёнок в семье (первый ребёнок — его старшая сестра, с которой у него довольно хорошие отношения). Чуть позже Хикару получит права на вождение мотоцикла. 
Сэйю: Хироси Камия (в Drama CD и аниме)
Манабу Хара (яп. 原学 Хара Манабу) — 37-летний учитель музыки в школе, где учатся Рихито и Хикару, холостяк. Его ученики любят давать Манабу прозвища, такие как Сэкухара (от Sexual Harassment — сексуальное домогательство) или Хара-сэнсэй. Был влюблён в своего ученика, Садзё. Манабу — открытый гей, неоднократно посещал гей-клуб, где и познакомился с пятнадцатилетним Сорано, который учится в школе, где он преподаёт.
Сэйю: Хидэо Исикава (в Drama CD и аниме)
Аото Сорано (яп. 青砥空乃 Сорано Аото) — пятнадцатилетний ученик, младше Садзё и Кусакабэ на два класса. Несмотря на свой возраст, Сорано выглядит взрослым, потому что он высокий и худой. Как и Манабу, страдал от неразделённой любви, потому что в средней школе баскетболист Фудзино отверг его чувства. Даже несмотря на то, что Аото несовершеннолетний, к тому же, ученик, получивший выговор от Манабу, он продолжает посещать квартал людей с нетрадиционной ориентацией, Ни-тёмэ в Синдзюку. Постепенно Аото всё больше и больше интересуется Манабу, позже влюбляется в него.

## Списоктанкобонов
- Манга «Doukyuusei» 『同級生』 (издательство Akane Shinsha) — один том

Дата выпуска: 15 февраля 2008, ISBN 4871829685 (ISBN-10), ISBN 978-4-87-182968-7 (ISBN-13)
- Манга «Sotsugyousei -Fuyu-» 『卒業生-冬-』 (издательство Akane Shinsha) — один том

Дата выпуска: 28 января 2010, ISBN 486349128X (ISBN-10), ISBN 978-4-86-349128-1 (ISBN-13)
- Манга «Sotsugyousei -Haru-» 『卒業生-春-』 (издательство Akane Shinsha) — один том

Дата выпуска: 28 января 2010, ISBN 4863491298 (ISBN-10), ISBN 978-4-86-349129-8 (ISBN-13)
- Манга «Sora to Hara» 『空と原』 (издательство Akane Shinsha) — один том

Дата выпуска: 19 мая 2012, ISBN 4863492928 (ISBN-10), ISBN 978-4-86-349292-9 (ISBN-13)
- Манга «O.B.» (издательство Akane Shinsha) — два тома

Дата выпуска первого тома: 15 февраля 2014, ISBN 4863494106 (ISBN-10), ISBN 978-4-86-349410-7 (ISBN-13)
Дата выпуска второго тома: 15 февраля 2014, ISBN 4863494114 (ISBN-10), ISBN 978-4-86-349411-4 (ISBN-13)

## СписокDrama CD
- «Doukyuusei» 『同級生』, дата выпуска: 25 марта 2008
- «Sotsugyousei» 『卒業生』, дата выпуска: 2 марта 2010
- «Sora to Hara» 『空と原』, дата выпуска: 26 октября 2012
- «O.B.», дата выпуска: 24 марта 2015